# Фулькрад
Фулькрад (фр. Fulcrad; бл. 820 — бл. 862) — граф Арлю в 845—853 роках.

## Життєпис
Походив з франкського або алеманського роду. Був прихильником імператора Лотаря I у протистоянні з його братами Карлом II і Людовиком II.
Перша письмова згадка про Фулькрада відноситься до 843 року. 844 року з метою ослаблення впливу Гверіна Овернського в Провансі та з посиленням оборони Арлю від арабських піратів Фулькрад призначається графом Арлю. Вже 845 року в союзі з іншими графами — Одібертом Марсельським і Алдріхом Оранським — повстав проти імператора Лотаря I, якому належав Прованс. Гверіна було зовсім витіснено з герцогства, але 846 року імператор придушив заколот, протисвши ворохобників. Натомість Фулькрад разом зі спільниками повинен був супроводжувати Лотаря I у поході до Італії з метою захисту від арабських вторгнень. 848 року не зміг запобігти плюндруванню Марселю візантійським флотом.
У 853 році відсторонений від графства Арльського Ізембартом. 855 року після поділу володінь Лотаря I приніс оммаж його синові Карлу. Ймовірно згодом отримав титул герцога Провансу. Між 858 та 860 роками був присутній на асамблеї в Серморені. У 859/860 році не зміг запобігти захопленню Марселю данами на чолі із Гастінгом і Бйорном.
У 861 році знову згадується як граф Арлю. 862 року призначається посланцем короля до Оранської церкви. Помер невдовзі після цього.